# Confraria
Una confraria és una comunitat que agrupa laics i vol fomentar les relacions fraternals entre els seus membres, reunits al voltant d'un vincle comúː un ofici, una devoció religiosa. En origen, les confraries tenien un sentit religiós, de foment d'una devoció determinada entre els laics. Però també exercien funcions socioeconòmiques com la representació d'una professió, la caritat, la beneficència, la solidaritat entre els seus membres, l'assistència als malalts, etc. Les confraries estaven estretament relacionades amb els antics gremis, un exemple és el Gremi de Tenders Revenedors que neix com a confraria el 1447 i va anar evolucionant, persisitint en l'actualitat com una associació sense ànim de lucre.
Són associacions amb un nom propi (habitualment la de la devoció o patró), un objectiu definit, un reglament i una organització, estant habitualment dirigides per un mestre o superior. Algunes també tenen hàbits, robes o distintius.
Es poden distingir diversos tipus de confraries segons les seves activitats principalsː les de caràcter gremial o professional (per exemple, les confraries de pescadors, de fusters com la Confraria de mestres fusters a Barcelona, de sabaters com la de Sant Marc Evangelista dels sabaters a Barcelona) o la de seders com la del Col·legi de l'Art Major de la Seda a València, dita de Sant Jeroni, originàriament constituïda el 1483, o també la de Barcelona, de 1543, dedicada a la Mare de Dèu dels Àngels; les de caràcter assistencial o caritatiu (Confraria de l'Arca de l'Esperit Sant), les dedicades al foment d'alguna devoció religiosa (per exemple, la Confraria de la Mare de Déu de Montserrat), o les que promouen processons i altres celebracions populars (com les Confraries de la Sang esteses per tot Catalunya o la Confraria de Sant Sebastià del Pont de Suert)
Les confraries bàsiques són les dedicades a la promoció de la cultura del vi, com ara les diverses confraries de tastavins o la Confraria del Cava.
Per la seva major antiguitat o en virtut de privilegis rebuts, algunes confraries s'anomenen "arxiconfraries" (per exemple l'Arxiconfraria de la Puríssima Sang de Barcelona)

## Història
A l'Edat mitjana, època d'aparició de les confraries, aquestes es distingien d'altres corporacions per:
- no són exclusives per a un tipus de persona
- l'objectiu fonamental era fomentar el vincle entre els membres;
- la devoció religiosa tenia per objecte aconseguir la protecció del sant patró sobre els membres; amb el temps, ja al segle xvi, la confraria també promovia la pràctica religiosa entre els membres i fomentava la devoció envers el seu patró fora de la confraria.

En aquest sentit, es considerava que la pregària comunitària, de tots els confrares reunits, afegia un valor a la pregària individual, aconseguint un benefici conjunt.
Durant el final del segle XV i el començament del XVI, va haver-hi un moviment religiós d'aprofundiment en la pietat i la devoció privades, que es va reflectir en la formació de confraries i fraternitats laiques. Intentaven impulsar una transformació interna de l'Església Catòlica des de la base, no des de la jerarquia: es tractava de conrear una pietat senzilla amb un lema com ara "santifica't".

## Confraries catòliques
En l'Església Catòlica Romana, la confraria és un tipus d'associació:
| «                                                                                  | Societat, i reunió de persones devotes establertes en alguna església o oratori, per celebrar alguns exercicis de religió i de pietat o per honorar particularment un misteri o un sant, o per exercitar obres de caritat. | » |
| — Gaetano Moroni, Dizionario di erudizione storico-ecclesiastica, vol. XVI p. 117. | |   |

El canon 298 del Codi de dret canònic defineix confraria com una associació pública de fidels de l'Església Catòlica que té com a finalitat peculiar i característica "l'increment del culte públic" a més de l'exercici de les obres de caritat, de penitència i la catequesi, a més d'obres culturals.
La confraria s'erigeix a partir d'un decret de l'autoritat eclesiàstica competent (papa, bisbe, superior d'un institut religiós) i manté la seu en una església, que pot ser un oratori de propietat de la confraria o un altar en una església del lloc on hi ha la confraria.
Habitualment, la confraria està regida per un superior, amb un o dos vicaris i altres oficials (secretari, caixer, claver, etc.). Habitualment, hi ha un religiós o sacerdot que fa la direcció espiritual de l'entitat i els confrares, a més de celebrar els oficis i actes de culte propis. Els càrrecs s'exerceixen de manera col·legiada i a partir d'eleccions on es trien els membres que els han de tenir.
Una arxiconfraria era el títol que tenien les confraries distingides per la seva pietat o antiguitat, i que podien precedir altres confraries que tinguessin el mateix objectiu o denominació.

## Confraries processionals
- Article principal: Confraria processional

Les més conegudes entre les confraries catòliques són les processionals, que en determinades dates surten en processó per difondre i fomentar el culte a la seva devoció.

## Confraries bàquiques
Són les dedicades al foment i el gaudi de la cultura del vi.